# Kazuhiko Tanabe
Kazuhiko Tanabe (født 3. juni 1981) er en tidligere japansk fodboldspiller.
Han har spillet for flere forskellige klubber i sin karriere, herunder Shonan Bellmare.